# Rather Be (Clean Bandit)
Rather Be è un singolo del gruppo musicale britannico Clean Bandit, pubblicato il 17 gennaio 2014 come quarto estratto dal primo album in studio New Eyes.
Il singolo ha visto la collaborazione della cantante britannica Jess Glynne ed è stato inserito nella colonna sonora del videogioco di calcio denominato Pro Evolution Soccer 2016.
Il brano è stato scritto e prodotto dagli stessi Clean Bandit e da Jimmy Napes. Ha esordito alla numero uno nella classifica britannica, divenendo il singolo del 2014 più venduto sino a questo momento, e il singolo lanciato a gennaio più venduto rispetto a Spaceman dei Babylon Zoo che aveva raggiunto la numero uno nel 1996. Il brano è esploso anche nel resto del mondo.

## Descrizione
La canzone è stata scritta dal tastierista dei Clean Bandit Jack Patterson, Nicole Marshall e James Napier (un collaboratore dei Disclosure), e prodotta dal violoncellista degli stessi Clean Bandit Grace Chatto assieme a Patterson.
Rather Be è suonata in tonalità di Sol diesis minore, in tempo comune con un tempo moderato di 121 battiti per minuto. La base del brano è costituito da violini, suoni chiptune da sintetizzatori, un basso lento, pianoforte ed echi vocali.
È stata inserita nella colonna sonora del gioco di calcio Pro Evloution Soccer 2016.

## Video musicale
Protagonista del video è l'attrice anglo-giapponese Haruka Abe, che interpreta una ragazza che si sposta per Tokyo: prima in casa sua, poi in un locale dove prepara yakitori e in una grande fiera ascoltando la canzone, fino a che non ne diventa ossessionata. Entra in un vagone della metro Yamanote line dove trova delle comparse che cantano. Mentre loro ballano e cantano su una spiaggia, Haruka viene portata in ospedale dal padre, che poi si rivela essere membro dei Clean Bandit.

## Classifiche

### Classifiche settimanali
| Classifica (2014) | Posizione massima |
| ----------------- | ----------------- |
| Australia         | 2                 |
| Austria           | 1                 |
| Belgio (Fiandre)  | 2                 |
| Belgio (Vallonia) | 3                 |
| Canada            | 13                |
| Danimarca         | 5                 |
| Finlandia         | 1                 |
| Francia           | 2                 |
| Germania          | 1                 |
| Irlanda           | 1                 |
| Italia            | 2                 |
| Libano            | 8                 |
| Lussemburgo       | 2                 |
| Norvegia          | 1                 |
| Nuova Zelanda     | 2                 |
| Paesi Bassi       | 1                 |
| Polonia           | 1                 |
| Regno Unito       | 1                 |
| Repubblica Ceca   | 1                 |
| Slovacchia        | 2                 |
| Slovenia          | 5                 |
| Spagna            | 5                 |
| Stati Uniti       | 10                |
| Svezia            | 1                 |
| Svizzera          | 2                 |
| Ungheria          | 3                 |

### Classifiche di fine anno
| Classifica (2014) | Posizione |
| ----------------- | --------- |
| Italia            | 4         |

## Cover
Nel 2014 il gruppo musicale pop rock e alternative rock statunitense R5 ha realizzato una cover del brano.